# Tuyến Mangu
Tuyến Mangu là tuyến đường sắt nhánh kết nối Mangu ở Sangbong-dong, Jungnang-gu với Đại học Kwangwoon ở Wolgye 3-dong, Nowon-gu, Seoul trên Tuyến Gyeongwon, khai trương vào ngày 30 tháng 12 năm 1963. Ban đầu nó chỉ là tuyến đường chuyên chở hàng hóa nhưng kể từ ngày 4 tháng 11 năm 2013, các chuyến tàu của Tuyến Gyeongchun trong khu vực đô thị chỉ chạy hai lần một ngày vào các ngày trong tuần

## Ga
| Tên ga                                | Tên ga                                | Tên ga                                | Khoảng cách                           | Tổng khoảng cách                      | Chuyển tuyến                                                     | Vị trí                                | Vị trí                                |
| Tiếng Anh                             | Hangul                                | Hanja                                 | Khoảng cách                           | Tổng khoảng cách                      | Chuyển tuyến                                                     | Vị trí                                | Vị trí                                |
| ↑ Hướng đi Tuyến Gyeongchun Ga Sinnae | ↑ Hướng đi Tuyến Gyeongchun Ga Sinnae | ↑ Hướng đi Tuyến Gyeongchun Ga Sinnae | ↑ Hướng đi Tuyến Gyeongchun Ga Sinnae | ↑ Hướng đi Tuyến Gyeongchun Ga Sinnae | ↑ Hướng đi Tuyến Gyeongchun Ga Sinnae                            | ↑ Hướng đi Tuyến Gyeongchun Ga Sinnae | ↑ Hướng đi Tuyến Gyeongchun Ga Sinnae |
| ------------------------------------- | ------------------------------------- | ------------------------------------- | ------------------------------------- | ------------------------------------- | ---------------------------------------------------------------- | ------------------------------------- | ------------------------------------- |
| Mangu                                 | 망우                                  | 忘憂                                  | 0.0                                   | 0.0                                   | Tuyến Jungang (K120)                                             | Seoul                                 | Jungnang-gu                           |
| Sangbong                              | 상봉                                  | 上鳳                                  | 0.6                                   | 0.6                                   | Tuyến Jungang (K120) (720)                                       | Seoul                                 | Jungnang-gu                           |
| Imun                                  | 이문                                  | 里門                                  | 1.7                                   | 2.3                                   |                                                                  | Seoul                                 | Dongdaemun-gu                         |
| Đại học Kwangwoon                     | 광운대                                | 光云大                                | 2.6                                   | 4.9                                   | Tuyến Gyeongwon ( ● Tàu điện ngầm vùng thủ đô Seoul tuyến số 1 ) | Seoul                                 | Nowon-gu                              |